# Сконська лінія

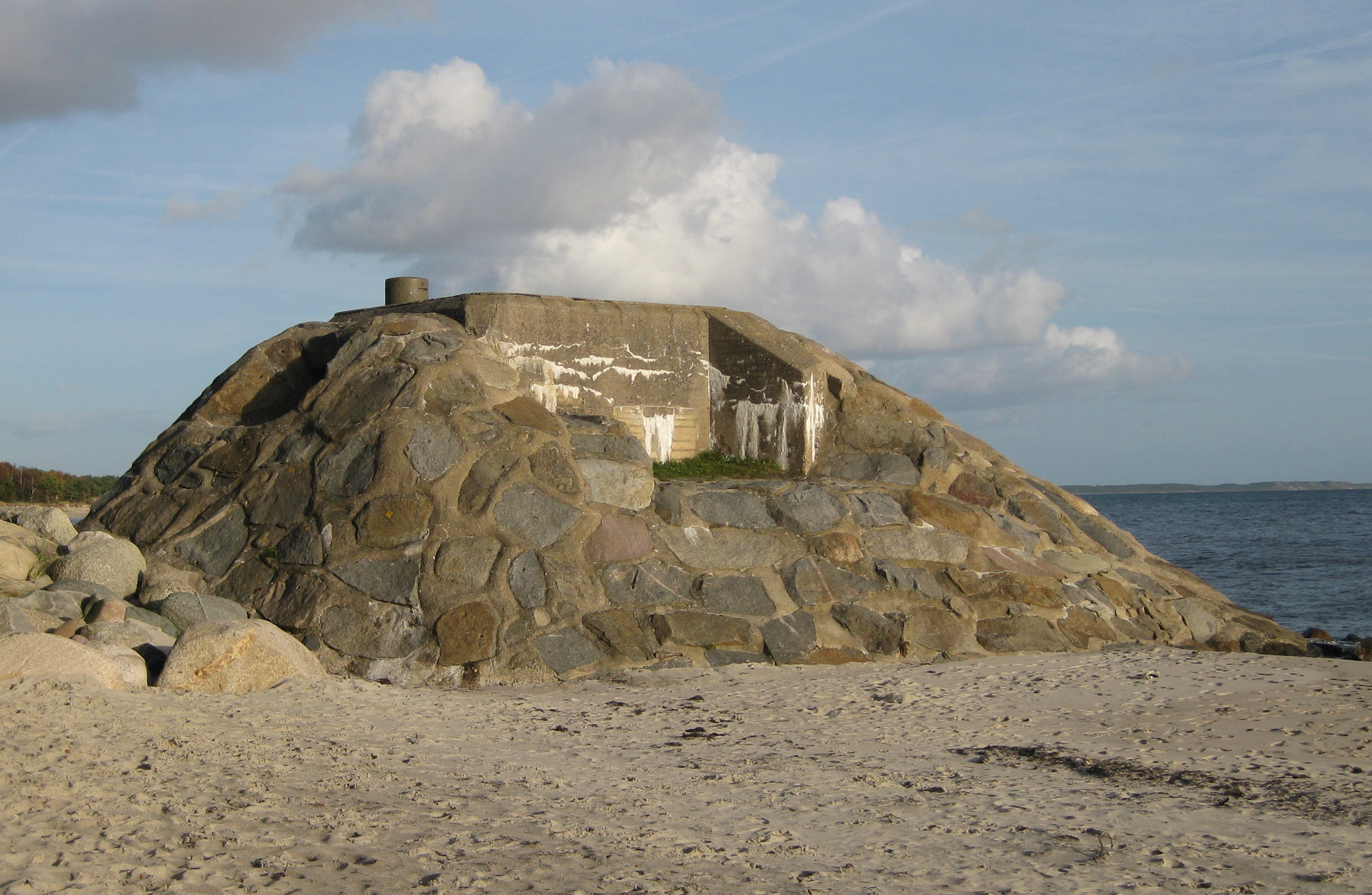
ДОТ на захід від Істада

Сконська лінія (швед. Skånelinjen) — ланцюжок оборонних споруд, зведених в 1939—1940 роках уздовж південного узбережжя Швеції від Бостада (Сконе) до Вієрюда (Блекінге). За іменем прем'єр-міністра Пера Альбіна Ганссона називалася також лінією Пера Альбіна (швед. Per Albin-linjen).

## Історія
Після Першої світової війни Швеція не планувала оборони під час можливої війни з Німеччиною, оскільки була захищена Версальським миром. Ситуація змінилася після маршу нацистів у Чехословаччині у 1938 році.
Восени 1938 року Головний штаб збройних сил Швеції розпорядився провести розвідку місцевості вздовж лінії Сімрісгамн—Фальстербу для подальшого закладення берегових укріплень, покликаних захистити Швецію з моря від можливого нападу нацистської Німеччини. Вирішили також звести укріплення берегової артилерії, які б захищали порти Істад та Треллеборг. Після нападу нацистської Німеччини на Данію, фортифікаційну лінію продовжено вздовж Ересунна від Фальстербу до Скельдервікена, передбачивши нову батарею берегової артилерії поблизу Гельсінгборга.
Будівництво укріплень почалося влітку 2019 року. Незабаром були зведені бетоновані ДОТи, призначені для установлення в них кулеметів і розміщення 6-9 солдатів. Передбачалося, що споруди простягнуться вздовж всієї берегової лінії і утворять єдиний оборонний ланцюг, в якому відстань між вогневими точками не перевищуватиме 1200 м.

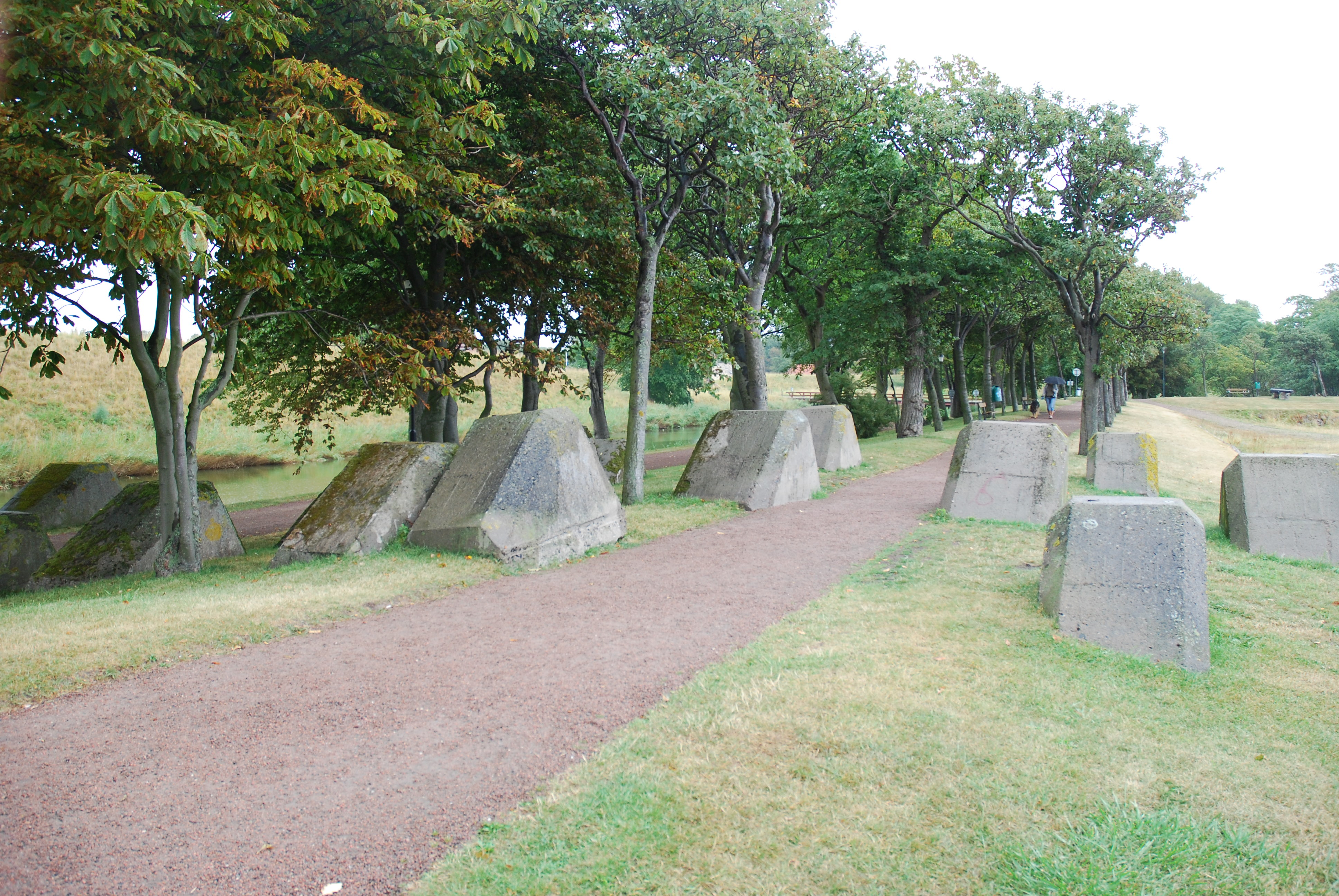
Протитанкові надовби поблизу Ландскруни

До кінця 1939 року вздовж південного берега Сконе зведено 271 споруду. У грудні цього року розпочався другий етап будівництва, в ході якого побудовані кілька оборонних ділянок по всьому Сконському узбережжю, в тому числі і на березі Ересунна. До квітня 1940 шведи встигли звести 124 укріплення. Першу лінію оборонних споруд на Ересуннському узбережжі почали будувати в січні 1940 року. ДОТи зводилися з розрахунком на те, щоб вони могли витримати снаряди 210-міліметрових гармат і 300-кілограмові авіабомби.

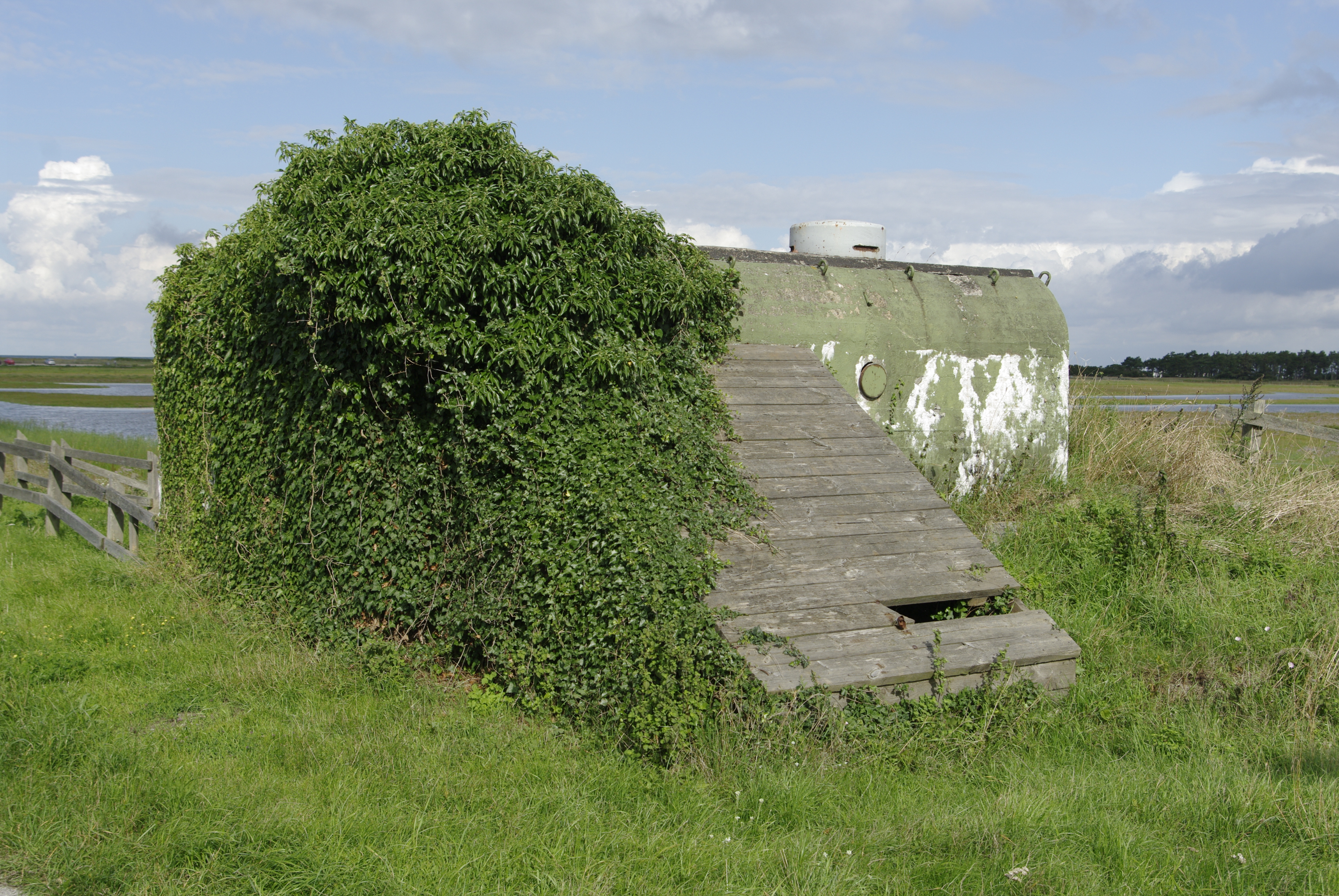
ДОТ, який прикривав гавань міста Сканер

Після 9 квітня 1940 року будівництво велося форсованими темпами, оскільки можливість початку війни оцінювалася як дуже висока. Так, за перший тиждень червня було забетоновано 16 дотів. Передбачалося, що Сконська лінія матиме три рубежі оборони. Перший рубіж повинен був розташовуватися уздовж лінії узбережжя і призначався для припинення спроб десантування з моря. Другий рубіж планувалося розташувати трохи вглиб узбережжя, щоб мати можливість продовжувати опір, якщо перша лінія оборони буде прорвана або противник підійде з іншого напрямку. На третьому рубежі передбачалося побудувати деяке число укриттів для 24-48 осіб. Втім, плани будівництва трьох рубежів оборони були реалізовані лише на ділянці Гельсінгборг—Вікен, який був найбільш небезпечною ділянкою при можливому вторгненні.
У 60-і роки XX століття оборонні споруди, розташовані біля стратегічно важливих портів, були модернізовані і забезпечені вежами зі старих танків m/42 з їхніми 75-міліметровими гарматами. В кінці 70-х років знову було проведено посилення лінії: на узбережжі побудовані нові артилерійські ДОТи, забезпечені вежами від танків m/74. У 80-х роках в Сконе була 61 артилерійська вогнева точка з вежами від старих танків. Всього за весь час існування лінії було побудовано 1063 ДОТи.
На початку 90-х років в організації збройних сил Швеції в північно-західному Сконе відбулися значні зміни. Сконська лінія була скасована. Були розформовані стрілецькі та деякі артилерійські роти, які її складали. Нині всі вогневі точки на узбережжі Сконе демонтовані, за винятком ДОТу № 740 у Вікені, який став частиною Музею мобілізаційної готовності (швед. Beredskapsmuseet).